# Krasnokamienka
Krasnokamienka (znana także jako Kyzyłtasz) – wieś na Krymie. W 2001 roku liczyła 1058 mieszkańców.